# Johann David Heinichen
Johann David Heinichen (Krössuln, 17 april 1683 - Dresden, 16 juli 1729) was een Duits componist en muziektheoreticus.
Heinichen was de zoon van een Duitse dominee. Hij toonde al vroeg muzikale begaafdheid en werd op twaalfjarige leeftijd leerling van de componist Johann Kuhnau. Van 1702 tot 1706 studeerde hij in Leipzig rechten waarna hij in Weissenfels advocaat werd. Naast zijn juridische activiteiten onderhield hij veel contacten met andere componisten en hij componeerde enkele opera's voor het operahuis in Leipzig. Heinichen vertrok in 1710 naar Venetië, het toenmalige centrum van de opera. Hier ontmoette hij componisten als Antonio Lotti en Antonio Vivaldi. In 1717 werd hij kapelmeester aan het hof van Dresden, waar hij de rest van zijn leven zou verblijven. Onder de handen van Heinichen werd het hoforkest van de Dresdense keurvorst een van de beste orkesten van Europa. Al enkele jaren ziek, stierf hij in 1729 aan tuberculose.
De muziek van Heinichen uit zijn Dresdense jaren vormt een unieke mengeling van Duitse, Franse en Italiaanse invloeden. Opvallend is vooral zijn bijzonder gevoel voor de orkestklank: veel van zijn orkestcomposities kennen bijzondere orkestrale effecten. Veel van zijn muziek ging in de Tweede Wereldoorlog bij het bombardement op Dresden verloren. Heinichen bleef vooral bekend vanwege zijn traktaat Der General-Bass in der Composition (1711, rev. 1728), een verhandeling over het gebruik van de basso continuo. Vanaf de jaren negentig worden sommige composities van zijn hand weer met enige regelmaat uitgevoerd.
In Teuchern is een deel van de expositie van de Reinhard-Keiser-Gedenkstätte aan Heinichens werk en leven gewijd.